# Міліянчук Василь Степанович
Василь Степанович Міліянчук (10 січня 1905 с. Добровідка, нині Коломийського району, Івано-Франківської області — 3 листопада 1958 Львів) — український фізик-теоретик, доктор фізико-математичних наук, професор Львівського державного університету імені Івана Франка. Дійсний член Наукового товариства імені Шевченка.

## Біографія
В. Міліянчук за часів студентства опублікував у престижному журналі «Zeitschrift für Physik» за 1932 рік дві наукові праці загальним обсягом 38 сторінок, присвячені релятивістській квантовій механіці Поля Дірака.
У 1933 році закінчив фізичне відділення Львівської політехніки й здобув ступінь магістра фізичних наук.
У 1935 році Міліянчук виїздить у серію відряджень до Інституту фізики Варшавського Університету, Інституту фізики Університету в Вільнюсі та Інституту фізики в Лейпцигу.
1937—1939 роки — асистент професора Войцеха Рубіновича у Львівському університеті.
У період від 1945 до 1958 року — професор фізико-математичного факультету Львівського державного університету імені Івана Франка.
У серії робіт, опублікованих В. Міліянчуком після 1947 року ним розроблено теорію впливу неоднорідних полів на характер атомних спектрів, в якій докладно розглянув низку важливих теоретичних питань.
Починаючи від 1949 року, Міліянчук паралельно з теорією атомних спектрів починає розробку низки питань квантової електродинаміки і загальної теорії квантованих полів.
Фундаментальні дослідження Міліянчука визначили його місце серед провідних теоретиків у галузі атомної спектроскопії. Міліянчук був відомим фахівцем з фізики складних спектрів атомних систем у зовнішніх полях.
Мешкав у Львові на вулиці Коцюбинського. Помер 3 листопада 1958 року у Львові. Похований на Личаківському цвинтарі, поле № 4. На могилі пам'ятник із барельєфним портретним зображенням (скульптор Євген Дзиндра). Неподалік спочивають дружина та двоє синів.